# Mvoung
Mvoung är ett vattendrag i Gabon, ett biflöde till Ivindo. Det rinner genom provinserna Woleu-Ntem och Ogooué-Ivindo, i den centrala delen av landet, 300 km öster om huvudstaden Libreville.